# John Stevens
John Stevens (ur. 26 czerwca 1749 w Nowym Jorku, zm. 3 marca 1838) – amerykański inżynier, wynalazca i prawnik. Twórca amerykańskiego prawa patentowego. Jeden z pierwszych konstruktorów parowców. Wynalazł kocioł parowy wielorurkowy i jako pierwszy zastosował zamknięty obieg wodny w kotle. W 1807 roku skonstruował parowiec Phoenix, który odbył pierwszy rejs morski z Nowego Jorku do Filadelfii w 1808 roku.

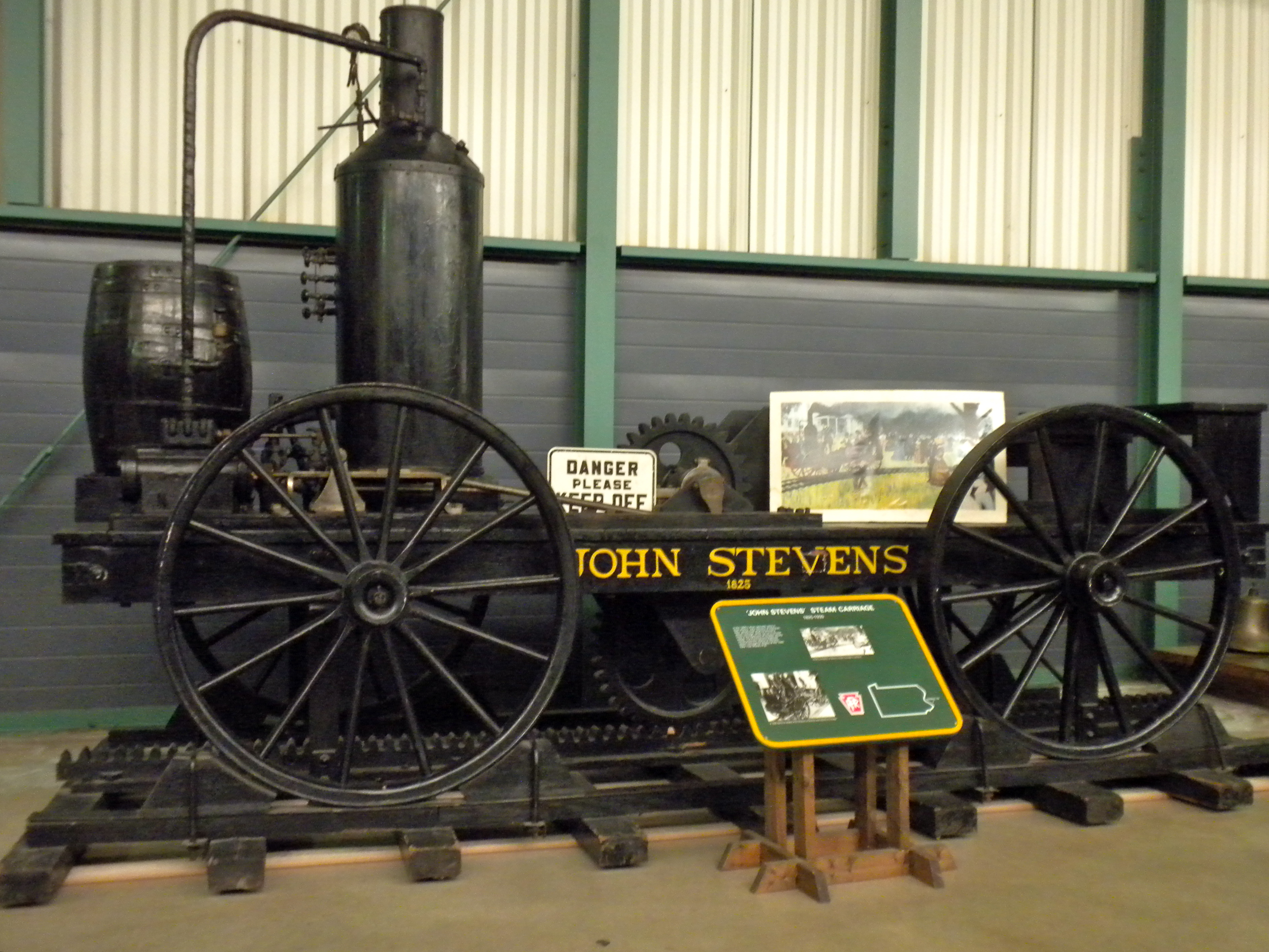
Replika pojazdu parowego konstrukcji Johna Stevensa